# Catedral de Inverness
Catedral de Inverness (em gaélico escocês:  Cathair-Eaglais Inbhir Nis), também conhecida como a Igreja Catedral de Santo André (1866–69), é uma catedral da Igreja Episcopal Escocesa situada na cidade de Inverness, na Escócia, perto das margens do Rio Ness. É a sé do bispo de Moray, Ross e Caithness, ordinário da Diocese de Moray, Ross e Caithness. A catedral é a catedral diocesana mais ao norte existente na Grã-Bretanha continental - a Catedral de Dornoch, a Catedral de Fortrose e a Catedral de Elgin não estão mais atuando como catedrais diocesanas. Foi a primeira nova catedral protestante a ser concluída na Grã-Bretanha desde a Reforma.

## História
O bispo Robert Eden decidiu que a catedral para a Diocese unida de Moray, Ross e Caithness deveria ficar em Inverness. A pedra fundamental foi lançada pelo Arcebispo da Cantuária Charles Longley, em 1866 e a construção foi concluída em 1869, embora a falta de fundos tenha impedido a construção das duas torres gigantes do projeto original. O arquiteto foi Alexander Ross, que morava na cidade. A catedral é construída em pedra vermelha Tarradale, com as colunas da nave em granito Peterhead.
A congregação da catedral começou como uma missão em 1853, no lado oposto (leste) do Rio Ness.

## Galeria

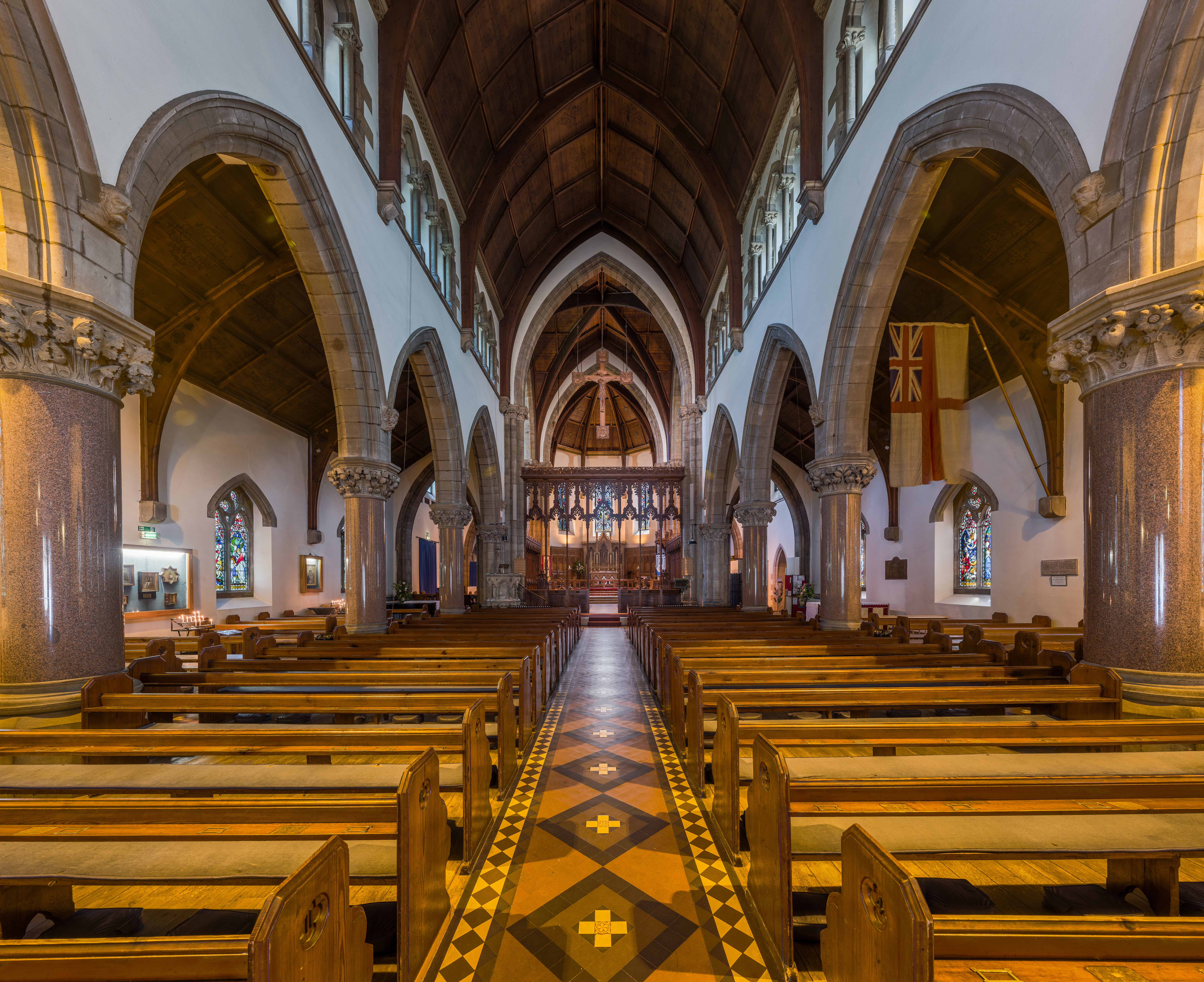
A nave voltada para o sul em direção ao coro
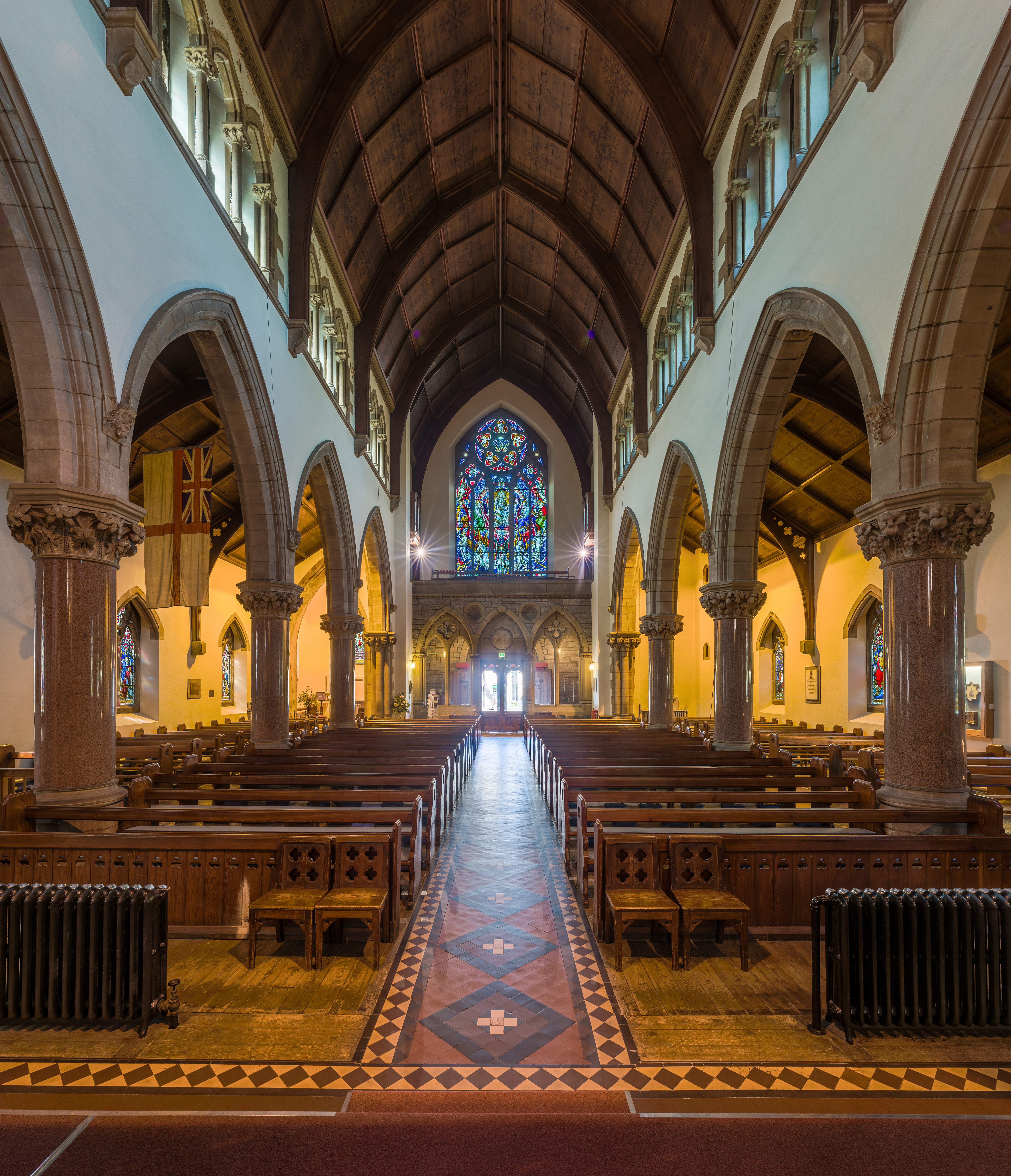
A nave olhando para o norte em direção à entrada
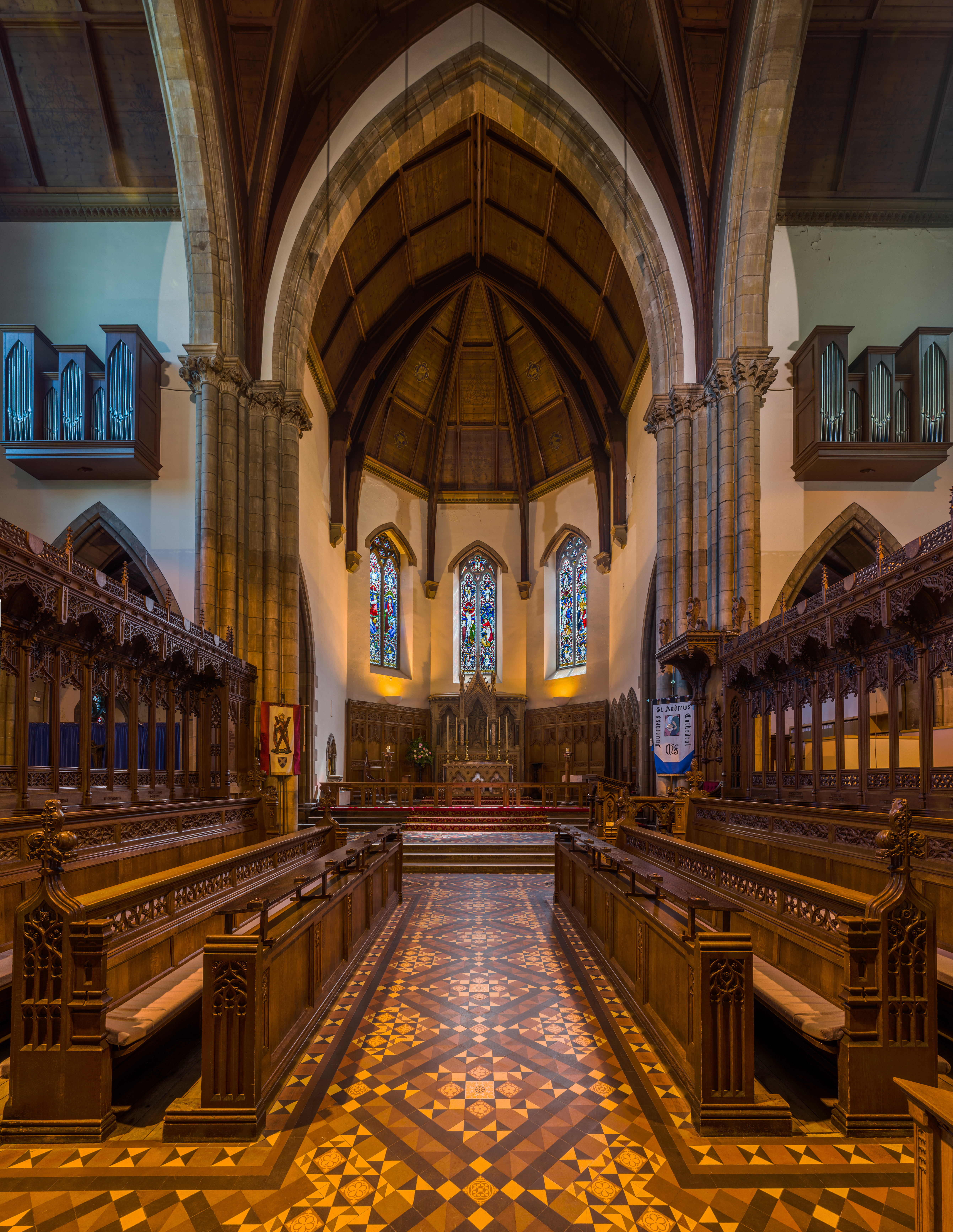
O coro e o altar